# العلاقات البحرينية الهايتية
العلاقات البحرينية الهايتية هي العلاقات الثنائية التي تجمع بين البحرين وهايتي.

## مقارنة بين البلدين
هذه مقارنة عامة ومرجعية للدولتين:
| وجه المقارنة                                              | البحرين       | هايتي                                |
| --------------------------------------------------------- | ------------- | ------------------------------------ |
| المساحة (كم2)                                             | 765           | 27.75 ألف                            |
| عدد السكان (نسمة)                                         | 1.49 مليون    | 10.98 مليون                          |
| الكثافة السكانية (ن./كم²)                                 | 194.77 ألف    | 395.68                               |
| العاصمة                                                   | المنامة       | بورت أو برانس                        |
| اللغة الرسمية                                             | اللغة العربية | لغة فرنسية، اللغة الكريولية الهايتية |
| العملة                                                    | دينار بحريني  | جوردة هايتية                         |
| الناتج المحلي الإجمالي (بليون دولار)                      | 35.31 مليار   | 8.41 مليار                           |
| الناتج المحلي الإجمالي (تعادل القوة الشرائية) بليون دولار | 64.16 مليار   | 18.82 مليار                          |
| الناتج المحلي الإجمالي الاسمي للفرد دولار أمريكي          | 22.60 ألف     | 818                                  |
| الناتج المحلي الإجمالي للفرد دولار أمريكي                 | 45.50 ألف     | 1.73 ألف                             |
| مؤشر التنمية البشرية                                      | 0.824         | 0.483                                |
| رمز المكالمات الدولي                                      | +973          | +509                                 |
| رمز الإنترنت                                              | .bh           | .ht                                  |
| المنطقة الزمنية                                           | ت ع م+03:00   | 00                                   |

## منظمات دولية مشتركة
يشترك البلدان في عضوية مجموعة من المنظمات الدولية، منها:
| علم المنظمة | اسم المنظمة                               | تاريخ انضمام البحرين | تاريخ انضمام هايتي |
| ----------- | ----------------------------------------- | -------------------- | ------------------ |
|             | يونسكو                                    | 18 يناير 1972        | 18 نوفمبر 1946     |
|             | وكالة ضمان الاستثمار متعدد الأطراف        | 12 أبريل 1988        | 11 ديسمبر 1996     |
|             | الأمم المتحدة                             | 21 سبتمبر 1971       | 24 أكتوبر 1945     |
|             | الاتحاد البريدي العالمي                   | ?                    | ?                  |
|             | البنك الدولي للإنشاء والتعمير             | 15 سبتمبر 1972       | 8 سبتمبر 1953      |
|             | الاتحاد الدولي للاتصالات                  | 1975                 | 10 أكتوبر 1927     |
|             | منظمة حظر الأسلحة الكيميائية              | ?                    | ?                  |
|             | مؤسسة التمويل الدولية                     | 22 سبتمبر 1995       | 20 يوليو 1956      |
|             | المركز الدولي لتسوية المنازعات الاستشارية | 15 مارس 1996         | 26 نوفمبر 2009     |
|             | منظمة التجارة العالمية                    | ?                    | ?                  |
|             | منظمة الشرطة الجنائية الدولية             | ?                    | ?                  |

## وصلات خارجية
- موقع وزارة الخارجية البحرينية
- موقع وزارة الخارجية الهايتية